# Franz Ferdinand (Band)
Franz Ferdinand ist eine schottische Indie-Rockband aus Glasgow. Stilistisch wird die Gruppe teilweise dem Britpop zugerechnet, wobei ihre Musik klare Einflüsse aus dem Post-Punk der späten 1970er und dem New Wave der frühen 1980er Jahre aufweist.

## Geschichte

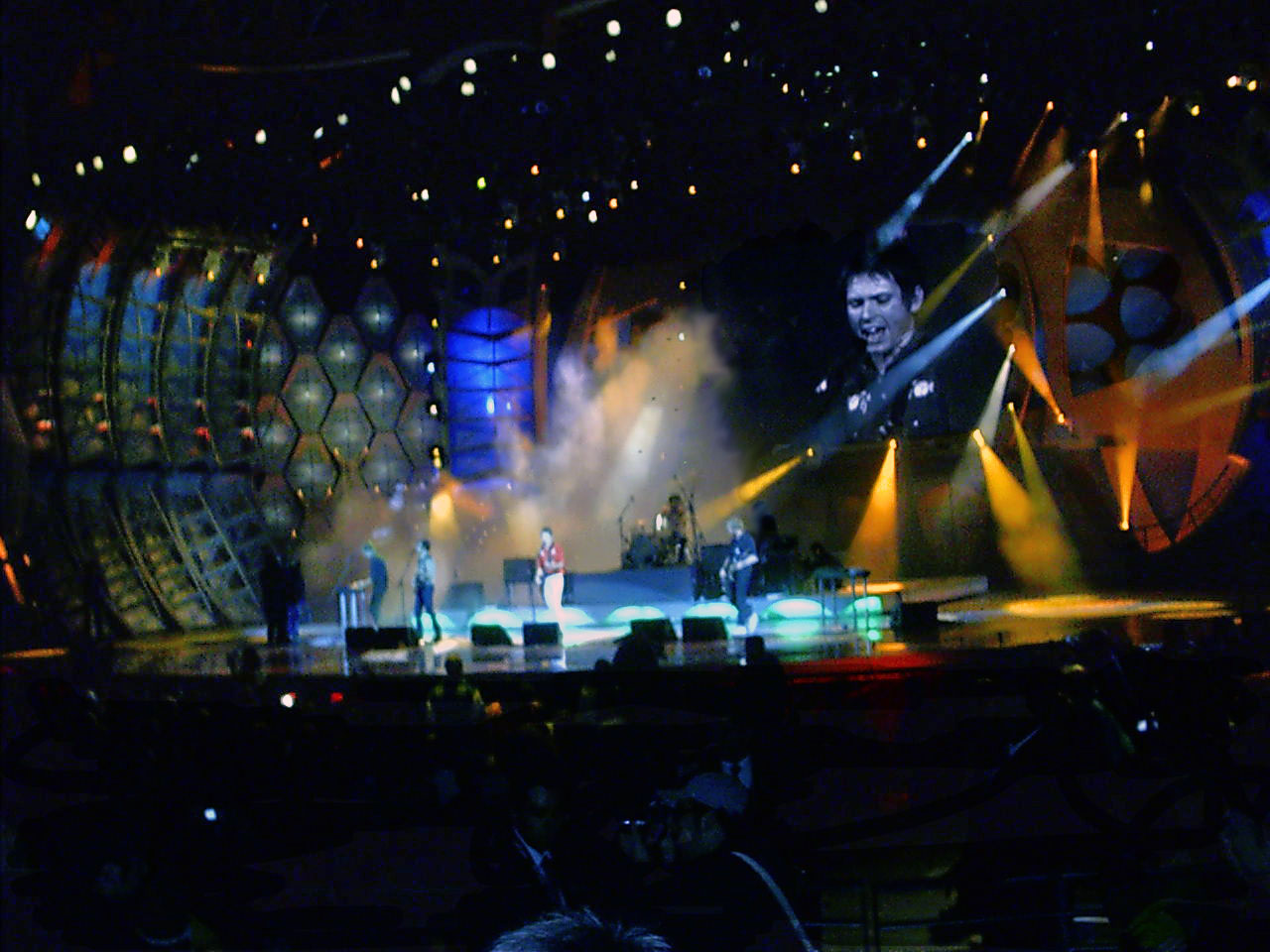
Die Band Franz Ferdinand beim Festival Internacional de la Canción 2006

Im Jahre 2001 begannen Alex Kapranos, Nicholas McCarthy, Paul Thomson und Robert Hardy, gemeinsam in Glasgow Musik zu machen. Kapranos, ein ehemaliger Student der Englischen Literatur, und Thomson kannten sich bereits seit Jahren und hatten zuvor in anderen Bands gespielt. Kapranos und Hardy, der die Glasgow School of Art besuchte, lernten sich im Jahr 2000 kennen. Kapranos schenkte Hardy, der keine musikalischen Vorkenntnisse hatte, einen Bass und brachte ihm das Spielen des Instruments bei. McCarthy, der in München am Richard-Strauss-Konservatorium Kontrabass und Klavier studiert hatte und erst kurz vor dem Zusammenfinden der Band nach Glasgow gezogen war, spielte zunächst Schlagzeug. Denn er hatte auf einer Party Kapranos Frage, ob er Schlagzeug spielen könne, bejaht, obwohl er dieses Instrument nicht wirklich beherrschte. Nach einigen Proben wechselte dann McCarthy zur Gitarre und Thomson übernahm das Schlagzeug.
Ihre ersten Auftritte hatte die Band im Frühjahr 2002 im Chateau, einer leerstehenden Lagerhalle, die sie selbst zu einem illegalen Treffpunkt von Glasgower Indie-Bands und Kunststudenten gestalteten.
Im Sommer 2003 wurden die Aufnahmen für das Debütalbum gemacht. Als Produzent war Tore Johansson engagiert.
Ihre erste Single Darts of Pleasure erschien im Oktober 2003 beim Independent-Label Domino Records. Mit ihrer im Januar 2004 veröffentlichten zweiten Single Take Me Out schaffte es die Band auf Anhieb auf Platz drei der britischen Verkaufscharts. Auch ihr Debütalbum Franz Ferdinand, das am 9. Februar 2004 erschien, kam in Großbritannien auf den dritten Rang der Hitparade. In dem Film 9 Songs des britischen Regisseurs Michael Winterbottom spielen Franz Ferdinand mit Jacqueline einen der neun Songs des Films. Ihre Leistungen wurden 2005 mit zwei BRIT Awards belohnt, unter anderem als beste britische Band. Bisher kamen sie auf das Cover der deutschen Musikzeitschriften SPEX (Februar 2004), Visions (März 2004 sowie Februar 2005 und Oktober 2005), Rolling Stone (Dezember 2004) und Musikexpress (Oktober 2005, Februar 2009 und September 2013).
Der deutsche Einfluss in der Band geht vom Gitarristen Nick McCarthy aus. Als er zwei Jahre alt war, zog seine Familie vom nordenglischen Blackpool nach Bayern. McCarthy besuchte im oberbayerischen Bad Aibling das Gymnasium und studierte in München. Er spielte in seiner Zeit in München bei der Folk-Punk-Band Kamerakino und beinahe fünf Jahre bei dem Krautrock-Musiker-Kollektiv Embryo. Das Lied Tell Her Tonight wurde eine Zeit lang auf der offiziellen Webseite in einer deutschsprachigen Version zum Herunterladen angeboten, außerdem ist die Endsequenz des Songs Darts of Pleasure auf Deutsch; diese letzten Sätze „Ich heiße superfantastisch! Ich trinke Schampus mit Lachsfisch!“ sind jedoch aufgrund der Form als eine Art Anspielung zu verstehen. Zusätzlich gibt es einen Song namens Auf Achse, der nach der gleichnamigen Fernsehserie benannt ist.
Am 30. September 2005 veröffentlichte die Gruppe ihr zweites Album You Could Have It So Much Better, das von Rich Costley produziert wurde. Das Album kennzeichnet ein leichter stilistischer Wechsel zu ernsteren Themen und Akkorden, die eindeutig rockiger und mit weniger künstlichen Klängen ausgestattet sind. Vereinzelt wird auch der Einfluss der Beatles auf Sänger Kapranos hörbar. Am 25. November 2005 erschien eine Live-DVD, auf der zwei Konzerte, diverse Livesongs und Karaokeversionen ihrer Hits zu finden sind.
Das dritte Studioalbum, Tonight: Franz Ferdinand, erschien am 23. Januar 2009. Die erste Singleauskopplung trägt den Titel Ulysses. Dieses Album unterscheidet sich stark von den Vorgängern: Der Sound ist roher, weniger rockig und Synthesizer und Drumcomputer werden verwendet.
Im Rahmen einer Werbekampagne für das französische Modelabel Dior nahm die Schauspielerin Marion Cotillard 2010 den Song The Eyes of Mars auf, der von Franz Ferdinand geschrieben worden war. Weiterhin steuerte die Band Anfang 2010 den Song The Lobster Quadrille zur eigens für Tim Burtons Neuverfilmung von Alice im Wunderland komponierten und davon inspirierten CD Almost Alice bei.
Im August 2013 erschien das vierte Studioalbum Right Thoughts, Right Words, Right Action.
2015 begann die Band unter dem Namen FFS eine Zusammenarbeit mit den Sparks und veröffentlichte im selben Jahr ein gleichnamiges Studioalbum.
Im Juli 2016 gab Nick McCarthy seinen Ausstieg bei der Band bekannt. Im Mai 2017 verkündete die Band den Einstieg von zwei neuen Mitgliedern: Dino Bardot (Gitarre) und Julian Corrie (Keyboard).
Am 9. Februar 2018 erschien das fünfte Studioalbum Always Ascending. Es wurde in den Londoner RAK Studios sowie in den Motorbass Studios in Paris mit dem Produzenten Philipe Zdar aufgenommen.
Im Oktober 2021, als die Band dabei war, die Titel für eine Greatest-Hits-Kompilation zusammenzustellen, kündigte Schlagzeuger Paul Thomson seinen Ausstieg an. An seine Stelle trat Audrey Tait.
Das Best-of-Album Hits to the Head erschien am 11. März 2022 und beinhaltete auch zwei neue Songs (Billy Goodbye und Curious).
Der Song This Fffire diente 2022 als Opening Song für die polnisch-japanische Animationsserie Cyberpunk: Edgerunners.

## Bandname
Die Band stand kurz vor ihrem fünften Auftritt, war aber immer noch namenlos. In einer Diskussion über Erzherzöge, angestoßen durch das Rennpferd „The Archduke“, kam die Band auch auf den österreichisch-ungarischen Erzherzog Franz Ferdinand zu sprechen, dessen Ermordung den Ersten Weltkrieg auslöste. Auch „Bob und Nicks Band“ wollte die Welt mit ihrer Musik verändern, und da ihnen auch der Klang des Namens gefiel, nannte sie sich ab diesem Zeitpunkt „Franz Ferdinand“. Der Name der Band wird deutsch ausgesprochen.

## Diskografie

### Studioalben
| Jahr | Titel                                     | Höchstplatzierung, Gesamtwochen, AuszeichnungChartplatzierungen (Jahr, Titel, Platzierungen, Wochen, Auszeichnungen, Anmerkungen) | Höchstplatzierung, Gesamtwochen, AuszeichnungChartplatzierungen (Jahr, Titel, Platzierungen, Wochen, Auszeichnungen, Anmerkungen) | Höchstplatzierung, Gesamtwochen, AuszeichnungChartplatzierungen (Jahr, Titel, Platzierungen, Wochen, Auszeichnungen, Anmerkungen) | Höchstplatzierung, Gesamtwochen, AuszeichnungChartplatzierungen (Jahr, Titel, Platzierungen, Wochen, Auszeichnungen, Anmerkungen) | Höchstplatzierung, Gesamtwochen, AuszeichnungChartplatzierungen (Jahr, Titel, Platzierungen, Wochen, Auszeichnungen, Anmerkungen) | Anmerkungen                                               |
| Jahr | Titel                                     | DE | AT | CH | UK | US | Anmerkungen                                               |
| ---- | ----------------------------------------- | --- | --- | --- | --- | --- | --------------------------------------------------------- |
| 2004 | Franz Ferdinand                           | DE16 Gold · (35 Wo.)DE | AT26 (13 Wo.)AT | CH35 (16 Wo.)CH | UK3 ×4Vierfachplatin · (82 Wo.)UK                                                                                                 | US32 Platin · (56 Wo.)US | Erstveröffentlichung: 9. Februar 2004                     |
| 2005 | You Could Have It So Much Better          | DE2 Gold · (24 Wo.)DE | AT5 (18 Wo.)AT | CH4 Gold · (14 Wo.)CH | UK1 Platin · (25 Wo.)UK | US8 Gold · (16 Wo.)US | Erstveröffentlichung: 28. September 2005                  |
| 2009 | Tonight: Franz Ferdinand                  | DE2 (17 Wo.)DE | AT5 (7 Wo.)AT | CH3 (19 Wo.)CH | UK2 Gold · (14 Wo.)UK | — | Erstveröffentlichung: 26. Februar 2009                    |
| 2013 | Right Thoughts, Right Words, Right Action | DE4 (5 Wo.)DE | AT7 (4 Wo.)AT | CH3 (6 Wo.)CH | UK6 (4 Wo.)UK | — | Erstveröffentlichung: 26. August 2013                     |
| 2015 | FFS                                       | DE22 (2 Wo.)DE | AT36 (1 Wo.)AT | CH19 (3 Wo.)CH | UK17 (5 Wo.)UK | — | Erstveröffentlichung: 8. Juni 2015 mit den Sparks als FFS |
| 2018 | Always Ascending                          | DE13 (2 Wo.)DE | AT16 (2 Wo.)AT | CH5 (5 Wo.)CH | UK6 (2 Wo.)UK | — | Erstveröffentlichung: 9. Februar 2018                     |
| 2025 | The Human Fear                            | DE11 (1 Wo.)DE | AT6 (2 Wo.)AT | CH6 (2 Wo.)CH | UK3 (1 Wo.)UK | — | Erstveröffentlichung: 10. Januar 2025                     |

### Livealben
- 2003: Live 2003
- 2009: Live Tonight (Birmingham O2 Academy, 8th March 2009)
- 2009: Live Tonight (Glasgow Barrowland, 5th March 2009)
- 2009: Live Tonight (London HMV Hammersmith Apollo, 9th March 2009)
- 2009: Live Tonight: Franz Ferdinand (Glasgow Barrowland, 4th March 2009)
- 2014: Live 2014 (07.03.2014 Forest National, Brussels)
- 2014: Live 2014 (14.03.2014 Roundhouse, London)

### Kompilationen
| Jahr | Titel            | Höchstplatzierung, Gesamtwochen, AuszeichnungChartplatzierungen (Jahr, Titel, Platzierungen, Wochen, Auszeichnungen, Anmerkungen) | Höchstplatzierung, Gesamtwochen, AuszeichnungChartplatzierungen (Jahr, Titel, Platzierungen, Wochen, Auszeichnungen, Anmerkungen) | Höchstplatzierung, Gesamtwochen, AuszeichnungChartplatzierungen (Jahr, Titel, Platzierungen, Wochen, Auszeichnungen, Anmerkungen) | Höchstplatzierung, Gesamtwochen, AuszeichnungChartplatzierungen (Jahr, Titel, Platzierungen, Wochen, Auszeichnungen, Anmerkungen) | Anmerkungen                         |
| Jahr | Titel            | DE | AT | CH | UK | Anmerkungen                         |
| ---- | ---------------- | --- | --- | --- | --- | ----------------------------------- |
| 2022 | Hits to the Head | DE9 (1 Wo.)DE | AT15 (1 Wo.)AT | CH15 (1 Wo.)CH | UK7 (1 Wo.)UK | Erstveröffentlichung: 11. März 2022 |

### Remixalben
- 2009: Blood: Franz Ferdinand (Dub-Versionen einiger Tracks von Tonight: Franz Ferdinand)

### Singles
| Jahr | Titel Album                                                | Höchstplatzierung, Gesamtwochen, AuszeichnungChartplatzierungen (Jahr, Titel, Album, Platzierungen, Wochen, Auszeichnungen, Anmerkungen) | Höchstplatzierung, Gesamtwochen, AuszeichnungChartplatzierungen (Jahr, Titel, Album, Platzierungen, Wochen, Auszeichnungen, Anmerkungen) | Höchstplatzierung, Gesamtwochen, AuszeichnungChartplatzierungen (Jahr, Titel, Album, Platzierungen, Wochen, Auszeichnungen, Anmerkungen) | Höchstplatzierung, Gesamtwochen, AuszeichnungChartplatzierungen (Jahr, Titel, Album, Platzierungen, Wochen, Auszeichnungen, Anmerkungen) | Höchstplatzierung, Gesamtwochen, AuszeichnungChartplatzierungen (Jahr, Titel, Album, Platzierungen, Wochen, Auszeichnungen, Anmerkungen) | Anmerkungen                                            |
| Jahr | Titel Album                                                | DE | AT | CH | UK | US | Anmerkungen                                            |
| ---- | ---------------------------------------------------------- | --- | --- | --- | --- | --- | ------------------------------------------------------ |
| 2003 | Darts of Pleasure Franz Ferdinand                          | — | — | — | UK44 (3 Wo.)UK | — | Erstveröffentlichung: 8. September 2003                |
| 2004 | Take Me Out Franz Ferdinand                                | — | — | — | UK3 ×3Dreifachplatin · (9 Wo.)UK | US66 ×4Vierfachplatin · (19 Wo.)US | Erstveröffentlichung: 12. Januar 2004                  |
| 2004 | Matinée Franz Ferdinand                                    | DE88 (1 Wo.)DE | — | — | UK8 (7 Wo.)UK | — | Erstveröffentlichung: 19. April 2004                   |
| 2004 | Michael Franz Ferdinand                                    | — | — | — | UK17 (4 Wo.)UK | — | Erstveröffentlichung: 16. August 2004                  |
| 2005 | Do You Want To You Could Have It So Much Better            | DE70 (5 Wo.)DE | — | CH75 (7 Wo.)CH | UK4 Silber · (22 Wo.)UK | US76 Gold · (4 Wo.)US | Erstveröffentlichung: 19. September 2005               |
| 2005 | Walk Away You Could Have It So Much Better                 | DE96 (1 Wo.)DE | — | — | UK13 (8 Wo.)UK | — | Erstveröffentlichung: 5. Dezember 2005                 |
| 2006 | The Fallen / L. Wells You Could Have It So Much Better     | — | — | — | UK14 (3 Wo.)UK | — | Erstveröffentlichung: 20. Februar 2006 Doppel-A-Single |
| 2006 | Eleanor Put Your Boots On You Could Have It So Much Better | — | — | — | UK30 (3 Wo.)UK | — | Erstveröffentlichung: 17. Juli 2006                    |
| 2008 | Ulysses Tonight: Franz Ferdinand                           | DE41 (6 Wo.)DE | AT45 (4 Wo.)AT | CH44 (3 Wo.)CH | UK20 (4 Wo.)UK | — | Erstveröffentlichung: 2. Dezember 2008                 |
| 2009 | No You Girls Tonight: Franz Ferdinand                      | DE80 (2 Wo.)DE | — | CH83 (2 Wo.)CH | UK22 Silber · (10 Wo.)UK | — | Erstveröffentlichung: 6. April 2009                    |

Weitere Singles
- 2004: This Fire
- 2006: Swallow Smile (wurde nur in begrenzter Stückzahl an die Mitglieder des Franz-Ferdinand-Fanclubs („ff:FC“) in Form einer 7-Zoll-Vinyl-Single ausgegeben)
- 2009: Can’t Stop Feeling
- 2009: Live Alone
- 2013: Right Action
- 2013: Love Illumination
- 2013: Evil Eye
- 2014: Bullet
- 2014: Fresh Strawberries
- 2014: Stand on the Horizon
- 2015: Johnny Delusional (mit den Sparks als FFS)
- 2015: Call Girl (mit den Sparks als FFS)

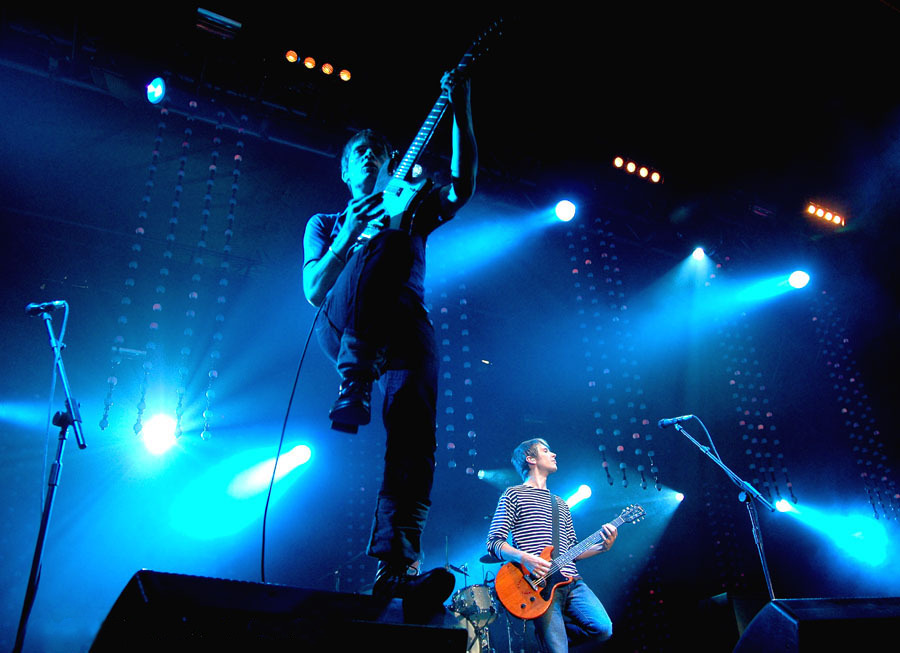
Franz Ferdinand live

- 2015: Police Encounters (mit den Sparks als FFS)
- 2017: Always Ascending
- 2018: Feel the Love Go
- 2018: Lazy Boy
- 2022: Curious
- 2024: Audacious
- 2024: Night or Day

### Videoalben
- 2005: Franz Ferdinand (US: Platin)

## Auszeichnungen für Musikverkäufe
| Goldene Schallplatte - Australien - 2005: für das Album You Could Have It So Much Better - Belgien - 2004: für das Album Franz Ferdinand - 2009: für das Album You Could Have It So Much Better - Dänemark - 2021: für die Single Take Me Out - Japan - 2005: für das Album You Could Have It So Much Better - Kanada - 2025: für das Album Tonight: Franz Ferdinand - 2025: für das Album You Could Have It So Much Better - Neuseeland - 2005: für das Album You Could Have It So Much Better - Norwegen - 2005: für das Album Franz Ferdinand Platin-Schallplatte - Australien - 2004: für das Album Franz Ferdinand - Italien - 2021: für die Single Take Me Out | 2× Platin-Schallplatte - Kanada - 2025: für das Album Franz Ferdinand - Neuseeland - 2005: für das Album Franz Ferdinand - Spanien - 2024: für die Single Take Me Out 3× Platin-Schallplatte - Neuseeland - 2024: für die Single Take Me Out 4× Platin-Schallplatte - Kanada - 2025: für die Single Take Me Out Diamantene Schallplatte - Europa (Impala) - 2009: für das Album Tonight: Franz Ferdinand |

Anmerkung: Auszeichnungen in Ländern aus den Charttabellen bzw. Chartboxen sind in ebendiesen zu finden.
| Land/RegionAuszeichnungen für Musikverkäufe (Land/Region, Auszeichnungen, Verkäufe, Quellen) | Silber     | Gold       | Platin       | Diamant  | Verkäufe  | Quellen                       |
| -------------------------------------------------------------------------------------------- | ---------- | ---------- | ------------ | -------- | --------- | ----------------------------- |
| Australien (ARIA)                                                                            | —          | Gold1      | Platin1      | —        | 105.000   | aria.com.au                   |
| Belgien (BRMA)                                                                               | —          | 2× Gold2   | —            | —        | 50.000    | ultratop.be BE2               |
| Dänemark (IFPI)                                                                              | —          | Gold1      | —            | —        | 45.000    | ifpi.dk                       |
| Deutschland (BVMI)                                                                           | —          | 2× Gold2   | —            | —        | 200.000   | musikindustrie.de             |
| Europa (Impala)                                                                              | —          | —          | —            | Diamant1 | (250.000) | impalamusic.org               |
| Italien (FIMI)                                                                               | —          | —          | Platin1      | —        | 70.000    | fimi.it                       |
| Japan (RIAJ)                                                                                 | —          | Gold1      | —            | —        | 100.000   | riaj.or.jp                    |
| Kanada (MC)                                                                                  | —          | 2× Gold2   | 6× Platin6   | —        | 610.000   | musiccanada.com               |
| Neuseeland (RMNZ)                                                                            | —          | Gold1      | 5× Platin5   | —        | 127.500   | aotearoamusiccharts.co.nz NZ2 |
| Norwegen (IFPI)                                                                              | —          | Gold1      | —            | —        | 20.000    | ifpi.no                       |
| Schweiz (IFPI)                                                                               | —          | Gold1      | —            | —        | 15.000    | hitparade.ch                  |
| Spanien (Promusicae)                                                                         | —          | —          | 2× Platin2   | —        | 120.000   | elportaldemusica.es           |
| Vereinigte Staaten (RIAA)                                                                    | —          | 2× Gold2   | 6× Platin6   | —        | 6.100.000 | riaa.com                      |
| Vereinigtes Königreich (BPI)                                                                 | 2× Silber2 | Gold1      | 8× Platin8   | —        | 3.800.000 | bpi.co.uk                     |
| Insgesamt                                                                                    | 2× Silber2 | 13× Gold13 | 29× Platin29 | Diamant1 |           |                               |

## Preise und Auszeichnungen
| Jahr | Preis               | Kategorie                                      |
| ---- | ------------------- | ---------------------------------------------- |
| 2004 | Mercury Prize       | Mercury Prize                                  |
| 2004 | Ivor Novello Award  | Ivor Novello Award                             |
| 2004 | NME Awards          | Philip Hall Radar Award                        |
| 2004 | MTV Awards          | Breakthrough Video (Take Me Out)               |
| 2004 | Q Awards            | Bestes Video (Take Me Out)                     |
| 2005 | BRIT Awards         | Beste Gruppe                                   |
| 2005 | BRIT Awards         | Bester britischer Rock-Act                     |
| 2005 | NME Awards          | Bestes Musikstück (Take Me Out)                |
| 2005 | NME Awards          | Bestes Album (Franz Ferdinand)                 |
| 2005 | Meteor Music Awards | Beste internationale Gruppe                    |
| 2005 | Meteor Music Awards | Bestes internationales Album (Franz Ferdinand) |
| 2006 | NME Awards          | Beste Liveband                                 |